# Honghai (sockenhuvudort i Kina, Liaoning Sheng, lat 40,24, long 122,11)
Honghai är en sockenhuvudort i Kina. Den ligger i provinsen Liaoning, i den nordöstra delen av landet, omkring 200 kilometer sydväst om provinshuvudstaden Shenyang. Antalet invånare är 51 661. Befolkningen består av 23 530 kvinnor och 28 131 män. Barn under 15 år utgör 11,0 %, vuxna 15-64 år 81 %, och äldre över 65 år 6,0 %.
Runt Honghai är det tätbefolkat, med 297 invånare per kvadratkilometer. Närmaste större samhälle är Haixing, 4,2 km norr om Honghai. Trakten runt Honghai består till största delen av jordbruksmark.
Genomsnittlig årsnederbörd är 910 millimeter. Den regnigaste månaden är juli, med i genomsnitt 262 mm nederbörd, och den torraste är januari, med 7 mm nederbörd.